# Dolicheremaeus elisabethae
Dolicheremaeus elisabethae är en kvalsterart som beskrevs av Balogh 1970. Dolicheremaeus elisabethae ingår i släktet Dolicheremaeus och familjen Tetracondylidae. Inga underarter finns listade i Catalogue of Life.